# Huanzhe
Huanzhe est un astérisme de l'astronomie chinoise. Il est décrit dans le traité astronomique du Shi Shi qui recense les astérismes construits à partir des étoiles les plus brillantes du ciel. Huanzhe se compose de quatre étoiles peu lumineuses, situées à cheval des constellations occidentales d'Hercule et d'Ophiuchus.

## Composition
Les étoiles de Huanzhe sont relativement peu lumineuses, chose rare pour un astérisme décrit dans le Shi Shi. Leur identification est de ce fait plus difficile que pour d'autres astérismes. Son étoile référente est probablement 60 Herculis, les trois autres formant avec elle un quart de cercle. Il s'agit de, dans le sens des aiguilles d'une montre :
- HD 154143 (magnitude apparente 5,0)
- 60 Herculis (4,9)
- 37 Ophiuchi (5,3)
- e Ophiuchi (5,0)

## Symbolique
Huanzhe est situé dans un vaste ensemble appelé Tianshi, correspondant à un marché céleste, comprenant à la fois les éléments d'une cour royale, et des éléments liés au commerce. Il est plus précisément situé à proximité de l'étoile centrale de cette structure, Dizuo, qui représente le trône de l'empereur. Huanzhe représente un groupe d'administrateurs eunuques. À leurs côtés est situé également Hou, un superviseur assistant de l'empereur, probablement un astrologue.

## Astérismes associés
De nombreux astérismes situés dans le marché céleste Tianshi sont en rapport avec la cour de l'empereur Dizuo. Outre Huanzhe et Hou, déjà évoqués, on y trouve Zong, un ancêtre important de la famille impériale, Zongzheng, un officiel, et Zongren, ses assistants. D'autres astérismes de Tianshi sont, eux, plus explicitement en rapport avec le commerce, tels Dou et Hu, qui sont des étalons de mesure.

## Référence
- (en) Sun Xiaochun et Jakob Kistemaker, The Chinese sky during the Han, New York, Éditions Brill, 1997, 247 p. (ISBN 9004107371), page 149.